# Díptico de Wilton
El Díptico de Wilton (en inglés, The Wilton Diptych), es obra de un pintor anónimo del siglo XIV, denominado Maestro Inglés o Maestro del Díptico de Wilton. Este artista estuvo activo en Inglaterra alrededor de 1390-1395. Pertenece al estilo gótico internacional. 
El díptico está realizado con pintura al temple sobre tabla, con unas dimensiones de 45,7 x 29,2 cm cada una de las tablas, y fue pintado hacia 1395 o más tarde. Se conserva en la National Gallery de Londres. Es un pequeño retablo portátil formado por dos paneles. La supervivencia de una tabla religiosa como esta, de finales de la Edad Media en Inglaterra, es extremadamente inusual.
El díptico se pintó para el rey Ricardo II de Inglaterra, que aparece representado de rodillas ante la Virgen con el Niño. La pintura se considera un sobresaliente ejemplo del estilo gótico internacional y posiblemente del arte inglés. 

## Descripción
El Díptico de Wilton está pintado sobre dos paneles de roble del Báltico, insertos en marcos del mismo material y unidos por dos bisagras de tal manera que puede cerrarse para proteger la pintura interior. Al cerrarse, el díptico revela en un lado un ciervo blanco ─emblema de Ricardo─ con una corona dorada alrededor del cuello y una cadena de oro, tendido sobre una pradera de hierba negra bajo un cielo dorado. Al otro lado se ve el escudo de armas asociado al rey Eduardo el Confesor atravesado con las armas de los reyes de Inglaterra. El escudo de Eduardo fue una invención posterior al reinado de dicho monarca, ya que los escudos no existían en el siglo XI, cuando él vivió. Ricardo adoptó estas armas en torno a 1395, lo que nos sirve para datar la obra dentro de los últimos cinco años de su reinado.
En las parte interna de los dos paneles, las figuras se encuentra frente a frente, y se comunican por sus gestos y miradas, aunque están colocadas sobre fondos diferentes. En la tabla de la izquierda está representado el rey Ricardo II arrodillado, acompañado de sus santos protectores: el rey Eduardo, san Edmundo Mártir y san Juan Bautista. En la tabla derecha se ve la Virgen María con el Niño en brazos, ambos rodeados por once ángeles, contra un fondo de oro y a sus pies, un campo de flores delicadamente coloreadas.
La pintura se ejecutó al temple, con pintura de base mezclada con yema de huevo y aplicada en finas capas. El fondo y muchos detalles están incrustados con pan de oro y en algunos lugares la tabla ha sido grabada por debajo del dorado para reforzar la calidad decorativa de la obra. En la tabla de la Virgen con el Niño, los ornamentos son todos azules, lo que se lograba por medio de un pigmento extraído de la piedra semipreciosa lapislázuli. La ropa de Ricardo está coloreada con bermellón, otro pigmento muy costoso.
Aunque sus temas están relacionados, cada una de las tablas produce una sensación distinta. La escena de Ricardo y sus patronos es muy sosegada, pero rica en contrastes de color y texturas. La escena de la Virgen con el Niño destila un enérgico movimiento creado por los ángeles que rodean a la madre y el hijo. El azul brillante que predomina en la escena le da una calidad preciosa, simbolizando la naturaleza celestial de esta aparición. El suelo con flores también simboliza el jardín del Paraíso. El fuerte contraste tonal de las alas de los ángeles coloca las figuras en relieve respecto al fondo.

## Interpretación
Se conoce la identidad del rey arrodillado debido a que los ángeles que rodean a la Virgen lucen la insignia de Ricardo II, el White Hart (literalmente, «ciervo blanco»), que también aparece en el brocado de la tabla izquierda y en la parte exterior del díptico. Al tiempo que Ricardo se arrodilla, el Niño Jesús se inclina hacia él bendiciéndolo, y también hacia el gallardete que sostiene un ángel, significativamente colocado entre ellos, dando la impresión de que Ricardo acaba de ofrendarlo. Este banderín es el símbolo del reinado de Ricardo y del reino de Inglaterra. Lleva la cruz de san Jorge, el emblema de dicho reino, y sobre el estandarte hay una bola u orbe en el que se aprecia un pequeño mapa de Inglaterra o Irlanda con un castillo blanco, lo que da una idea del detalle y exactitud del autor.
Se cree que Ricardo sentía devoción por los tres santos que lo presentan a arrodillado ante la Virgen con el Niño, pues todos se veneran en la abadía de Westminster. Cada santo lleva el atributo simbólico por el que se le reconoce en el arte. A la izquierda, Edmundo el Mártir (rey de Anglia Oriental, 840-870) lleva la flecha que lo mató, mientras que Eduardo el Confesor, en el centro, sostiene el anillo que dio a un peregrino que resultó ser san Juan Evangelista disfrazado. Juan el Bautista (a la derecha) lleva en brazos su símbolo, el cordero de Dios.
San Juan Bautista era el santo patrón de Ricardo, y los otros dos santos habían sido reyes de Inglaterra. Ricardo sentía una devoción especial por Edmundo, quien es, junto a San Jorge, uno de los patrones de Inglaterra.
La escena hace referencia al nacimiento del rey Ricardo el 6 de enero, fiesta de la Epifanía, cuando Cristo recibió la adoración de los tres Reyes, representados a menudo en composiciones similares a esta. Ese día también se celebraba el bautismo de Jesucristo por Juan el Bautista, y la figura de san Juan, vestido de eremita y con un cordero en brazos, recuerda a los pastores, cuya visita a Cristo recién nacido se combinaba con frecuencia en la misma escena con la adoración de los Reyes Magos. Según la leyenda, el nacimiento de Ricardo en Burdeos (Francia) tuvo como testigos a los reyes de Navarra, España y Portugal.
El cuadro es representativo de la confianza de Ricardo en su derecho divino a reinar y de su genuina devoción cristiana. También simboliza (por medio del estandarte) la entrega de su reino a la Virgen María, continuando así con una larga tradición por la que Inglaterra llegó a denominarse «la dote de María» y se consideraba bajo su protección especial. 

## Historia
La fecha del díptico de Wilton ha sido objeto de controversia entre los historiadores del arte.  Existe un consenso general que lo data en algún momento de los últimos cinco años del reinado de Ricardo. La nacionalidad del pintor no puede asegurarse, ya que en esa época, el estilo gótico internacional estaba en pleno auge en Europa. Abundan teorías sobre si el artista era inglés, francés o italiano, y algunos historiadores del arte apuntan la posibilidad de que fuera un artista bohemio, quizá llevado a Inglaterra por la primera esposa de Ricardo II, Ana de Bohemia. La exquisita calidad de la pintura hace creer a la mayor parte de los historiadores del arte que el artista procedía del Norte de Francia. Muestra parecidos con las miniaturas de los manuscritos de Pol de Limbourg. En el Norte de Europa, durante ese periodo, era común que las pinturas de los paneles, todavía muy escasos, fueran obra de artistas experimentados ilustradores y miniaturistas. 
La pintura se documentó por vez primera en 1649 en un inventario de la colección de arte de Carlos I, obsequio de Sir James Palmer. Pasó a los condes de Pembroke quienes lo conservaron en Wilton House, de donde deriva su nombre, hasta que fue adquirido por la National Gallery en 1929. Es muy notable que se conserve intacto, porque poco arte pictórico religioso sobrevivió a los iconoclastas puritanos que dominaron el país tras la ejecución de Carlos I.